# Ufo361
Ufo361, pseudonimo di Ufuk Bayraktar (Berlino Ovest, 28 maggio 1988), è un rapper tedesco di origini turche.

## Biografia
Ufuk Iglu um Bayraktar è nato da genitori turchi a Berlino Ovest. È cresciuto a Kreuzberg. È entrato a contatto con l'hip hop a una giovane età e ha iniziato come graffitaro nella THC-Crew. Nel 2010 ha stipulato un contratto con Hoodrich, un'etichetta discografica fondata dal suo amico Said. Il 7 ottobre 2011 esce la prima traccia demo. Insieme con Said e il producer KD-Supier, hanno formato il trio dei Bellini Boyz. Nel 2012, ha pubblicato il primo EP Bald ist dein Geld meins. Il suo primo album in studio è uscito ad agosto del 2014: Ihr seid nicht allein.
La prima hit di Ufo fu "Ich bin ein Berliner" uscita nel settembre 2015 con il nome dell'omonimo album che fa riferimento al famoso discorso di John F. Kennedy: Ich bin ein Berliner. Il singolo diventò virale in Germania e fu condiviso da vari rapper tedeschi. L'album "Ich bin ein Berliner" uscì il 25 marzo 2016 e arrivò 57º nelle classifiche tedesche. Meno di otto mesi dopo Ufo361 uscì "Ich bin 2 Berliner" che diventò 13º nelle classifiche tedesche. Il suo primo grande successo fu "Ich bin 3 Berliner", uscito nell'aprile del 2017, che diede origine a vari singoli come: "Mister T", "Für die Gang", "Der Pate" e "James Dean". Nell'aprile dello stesso anno, ha fondato la sua stessa etichetta discografica, Stay High. A metà dicembre 2017 ha annunciato il suo secondo album, 808, che è uscito ad aprile 2018. L'album ha esordito come primo nelle classifiche di Germania e Austria. Il suo terzo album, VVS, è stato annunciato a giugno 2018 ed è uscito il 27 agosto 2018. Il 25 luglio 2018 ha annunciato il suo ritiro dalla carriera musicale, ma il 17 marzo 2019 annunciò l'uscita della canzone "Pass auf wen du liebst", che introdurrà il suo nuovo album Wave. Dopo il grande successo di "Pass auf wen du liebst" fece uscire un altro Hit chiamato "Next", e lo stesso giorno annunciò l'uscita di Wave: 9 agosto 2019.

## Discografia

### Album in studio
- 2014 – Ihr seid nicht allein
- 2018 – 808
- 2018 – VVS
- 2019 – Wave
- 2019 – Lights Out (con Ezhel)
- 2020 – Rich Rich
- 2020 – Nur für Dich (con Sonus030)
- 2021 – Stay High
- 2021 – Destroy All Copies
- 2023 – Love My Life
- 2024 – Nur für Dich 2